# Parque nacional Hunsrück-Hochwald

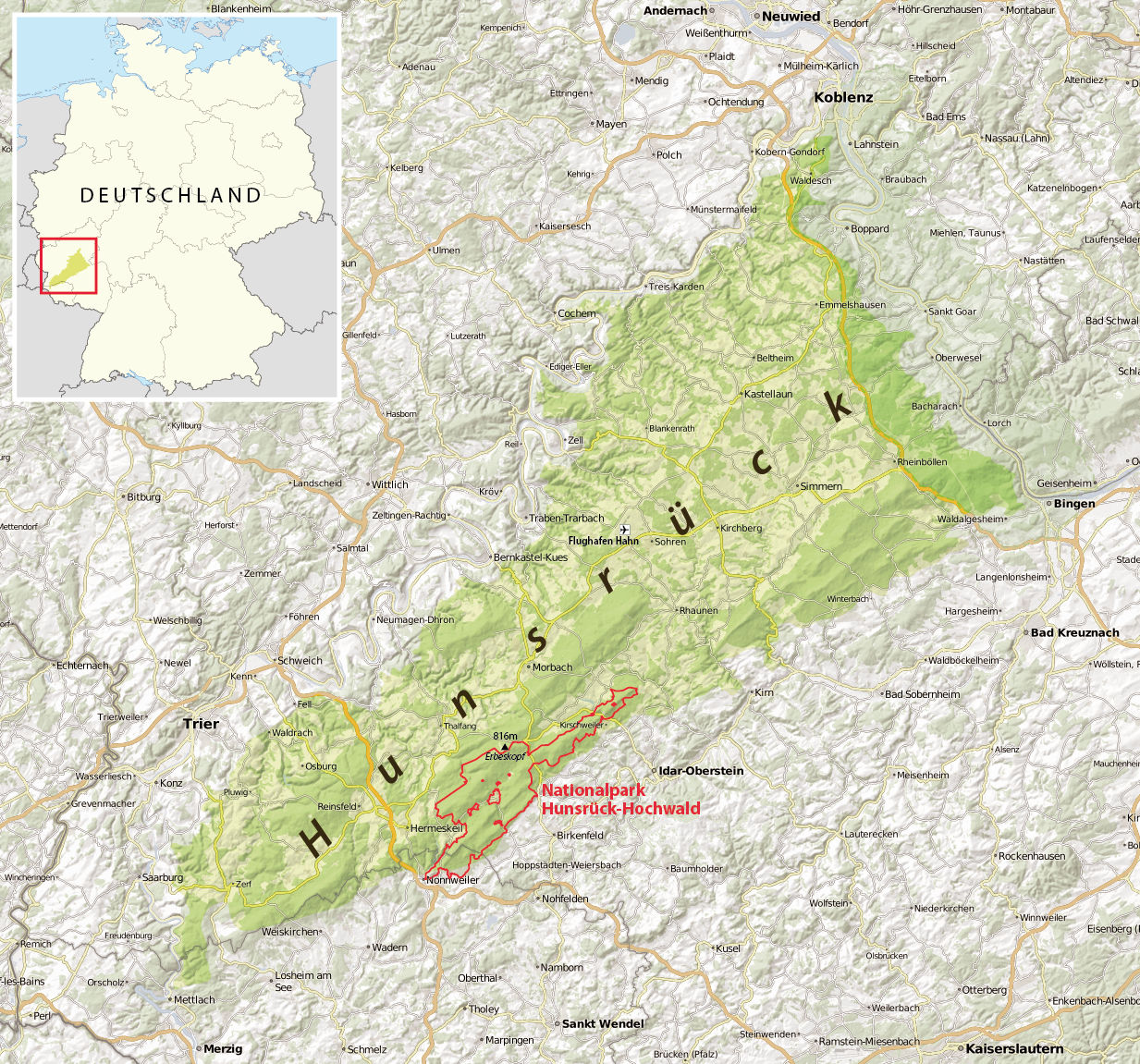
Parque nacional de Hunsrück-Hochwald

El Parque nacional Hunsrück-Hochwald está situado en Alemania, en la región del macizo de Hunsrück, en Renania-Palatinado y Sarre. El parque fue creado en marzo de 2015 y es por tanto el más reciente del país. Protege más de 100 km2 de bosques, llanuras y campos.

## Geología
El paisaje de montañas bajas está formado por una serie de sierras que alcanzan una altura de 816 m en el Erbeskopf, el punto más alto de Renania-Palatinado. La roca consiste principalmente en cuarcita. Tiene unos 380 millones de años de antigüedad y data del Devónico. Las aristas rocosas y los canchales se deben a la acción del clima. Conocidas como Rosselhalden, definen la imagen del parque en muchos lugares. Para apreciar la geología se ofrecen los recorridos de Wildenburg y el parque celta de Otzenhausen.

## Naturaleza
El parque se encuentra en una zona donde las lluvias alcanzan los 1100 mm y es, en la región, una especie de isla de buen tiempo donde crecen los viñedos. Sin embargo, en las montañas, la regularidad de las lluvias favorece el crecimiento de la vegetación y mantiene los humedales. La temperatura media anual es de 7-8 oC. Diciembre y enero son los meses más húmedos.
EL bosque de hayas es típico del parque y hay viejos ejemplares en las zonas altas de las colinas. Hay también píceas, aunque no son nativas de la zona, sino plantadas por su rápido crecimiento. Se encuentran algunas plantas carnívoras del tipo Drosera, Eriophorum en los humedales, narcisos y orquídeas.
La flora y fauna son especiales, el parque alberga la mayor cantidad de gatos salvajes de Europa, y donde viven también hay ratones. Hay ciervos, corzos y osos. También hay unas 1400 especies de escarabajo de la madera y 16 especies de murciélagos que viven en los huecos de los árboles, así como 1500 especies de hongos.